# Миллон Жуниор, Адолфо
Адолфо Миллон Жуниор (порт.-браз. Adolpho Millón Júnior; 16 сентября 1895, Сантус, Сан-Паулу — 7 мая 1929, Салвадор) — бразильский футболист, нападающий.

## Карьера
Миллон начал играть в футбол в колледже Барнабе. В возрасте 15-ти лет он собрал команду в колледжа Сантиста. В 1912 году футболист стал одним из 39 человек, основавших клуб «Сантос». 15 сентября 1912 года нападающий дебютировал в составе команды в матче с «Сантос Атлетик» и забил гол; этот матч считается первой официальной встречей в истории «Сантоса». В 1914 году Миллон, вместе с одноклубником Арналдо, перешёл в клуб «Паулистано». Затем он провёл немного времени в клубе Парана, с которым участвовал в первом чемпионате штата Парана и с которым занял второе место. В 1915 году Миллон вернулся в «Сантос», где он, 22 октября 1916 года, стал автором первого гола в истории стадиона Вила Белмиру. Футболист играл за «Сантос» до 1922 года, проведя 116 матчей и забив 47 голов. Последнюю встречу за клуб нападающий провёл 26 марта 1922 года против клуба «Ботукатуэнсе», в котором забил гол; матч завершился вничью 1:1.
В составе сборной Бразилии Миллон дебютировал 20 сентября 1914 года в первом в истории команды матче против другой сборной. В нём Бразилия проиграла Аргентине со счётом 0:3. В 1914 году он был в составе национальной команды, выигравшей первый свой трофей в истории — Кубок Рока. В 1919 году Миллон поехал на чемпионат Южной Америки, где Бразилия впервые в истории одержала победу. Нападающий провёл на поле все три матча и забил один гол. Последний матч за сборную страны Миллон провёл 1 июня 1919 года против Аргентины (3:3).

## Статистика

### Клубная
| 1912 | Сантос     | 1  | 1  |
| 1913 | Сантос     | 11 | 12 |
| 1914 | Сантос     | 6  | 4  |
| 1914 | Паулистано | ?  | ?  |
| 1915 | Парана     | ?  | ?  |
| 1915 | Сантос     | 11 | 7  |
| 1916 | Сантос     | 14 | 5  |
| 1917 | Сантос     | 16 | 4  |
| 1918 | Сантос     | 20 | 5  |
| 1919 | Сантос     | 11 | 3  |
| 1920 | Сантос     | 11 | 2  |
| 1921 | Сантос     | 14 | 3  |
| 1922 | Сантос     | 1  | 1  |

### Международная
| Матчи Миллона за сборную Бразилии | Матчи Миллона за сборную Бразилии | Матчи Миллона за сборную Бразилии | Матчи Миллона за сборную Бразилии | Матчи Миллона за сборную Бразилии | Матчи Миллона за сборную Бразилии | Матчи Миллона за сборную Бразилии |
| --------------------------------- | --------------------------------- | --------------------------------- | --------------------------------- | --------------------------------- | --------------------------------- | --------------------------------- |
| №                                 | Дата                              | Место проведения                  | Оппонент                          | Счёт                              | Голы                              | Турнир                            |
| 1                                 | 20 сентября 1914                  | Буэнос-Айрес                      | Аргентина                         | 0:3                               | —                                 | Товарищеский матч                 |
| 2                                 | 24 сентября 1914                  | Буэнос-Айрес                      | Колумбиан                         | 3:1                               | —                                 | Товарищеский матч                 |
| 3                                 | 20 сентября 1914                  | Буэнос-Айрес                      | Аргентина                         | 1:0                               | —                                 | Кубок Рока                        |
| 4                                 | 13 мая 1917                       | Рио-де-Жанейро                    | Спортиво Барракас                 | 2:1                               | —                                 | Товарищеский матч                 |
| 5                                 | 18 мая 1919                       | Рио-де-Жанейро                    | Аргентина                         | 3:1                               | 1                                 | Чемпионат Южной Америки           |
| 6                                 | 25 мая 1919                       | Рио-де-Жанейро                    | Уругвай                           | 2:2                               | —                                 | Чемпионат Южной Америки           |
| 7                                 | 29 мая 1919                       | Рио-де-Жанейро                    | Уругвай                           | 1:0                               | —                                 | Чемпионат Южной Америки           |
| 8                                 | 1 июня 1919                       | Рио-де-Жанейро                    | Аргентина                         | 3:3                               | —                                 | Кубок Роберто Чери                |

6 игр и один гол в официальных встречах, 2 игры — в неофициальных

## Достижения
- Обладатель Кубка Рока: 1914
- Чемпион Южной Америки: 1919